# Максимов, Владимир Константинович
Владимир Константинович Максимов (1899 — 1945) — советский военачальник, участник Великой Отечественной войны, Герой Советского Союза (17 октября 1943 года). Гвардии генерал-майор танковых войск (1944).

## Первая мировая и Гражданская войны
Владимир Максимов родился 3 декабря 1899 года в Рыбинске. Окончил Краснохолмское высшее начальное училище в 1914 году (такое училище давало семиклассное образование), затем работал на железной дороге. С ноября 1914 года служил в Русской императорской армии, вольноопределяющийся. Участвовал в боях Первой мировой войны в составе 172-го Галичского пехотного полка, в 1915 году был ранен в бою. За храбрость произведён в унтер-офицеры, а затем окончил 2-ю Житомирскую школу прапорщиков (по другим данным, школу вольноопределяющихся).
В марте 1918 года добровольцем пошёл на службу в Рабоче-крестьянскую Красную Армию. С мая 1918 года служил помощником командира взвода и командиром взвода карательной роты при Краснохолмском уездном военкомате, с августа 1918 был делопроизводителем этого военкомата, с октября 1919 года вновь командовал взводом Краснохолмской карательной роты. С декабря 1920 года — командир роты 53-го стрелкового полка Войск внутренней охраны Республики. Участвовал в боях Гражданской войны, а также в борьбе с вооружённым бандитизмом и в подавлении антисоветских выступлений. Например, участвовал в боях при подавлении Ярославского восстания в июле 1918 года.

## Межвоенный период
После окончания Гражданской войны продолжил службу в армии. С 13 октября 1921 года служил в 155-м стрелковом полку командиром стрелковой роты, с февраля 1922 — командиром батальона. В декабре 1922 года был уволен в бессрочный отпуск, но вернувшись в Красный Холм, в январе 1923 года вновь вступил на службу в РККА инструктором всеобуча в местный военкомат. С марта 1924 года служил в 10-й стрелковой дивизии Ленинградского военного округа: командир стрелкового взвода 28-го стрелкового полка, с октября 1924 — начальник хозяйственной команды полка, с сентября 1926 — командир хозроты полка, с ноября 1928 — командир стрелковой роты, с июня 1931 состоял для поручений при помощнике командира полка по хозяйственной части, а в марте 1933 года сам был назначен помощником по хозяйственной части командира 29-го стрелкового полка этой дивизии.
В 1924 году окончил дивизионную школу 10-й стрелковой дивизии, в 1927 году — Курсы усовершенствования командного состава. В 1926 году вступил в ВКП(б).
В июле 1938 года был назначен преподавателем тактики Тбилисского военного пехотного училища. Однако, не успев прибыть к новому месту службы, был арестован 15 августа 1938 года органами НКВД. Ему были предъявлены обвинения в совершении контрреволюционных преступлений. Через некоторое время (предположительно в 1939 году) дело в отношении В. К. Максимова было прекращено, он был освобождён и восстановлен в Красной Армии. По некоторым данным, участвовал в польском походе РККА в сентябре 1939 года. В августе 1940 года назначен помощником командира по материальному снабжению 164-го стрелкового полка 33-й стрелковой дивизии Прибалтийского Особого военного округа.

## Великая Отечественная война
С июня 1941 года — на фронтах Великой Отечественной войны. Воевал на Северо-Западном фронте, где командовал 533-м стрелковым полком 128-й стрелковой дивизии. В Прибалтийской стратегической оборонительной операции вместе с дивизией попал в окружение, с боем прорвался из него. 9 июля 1941 года полк под его командованием провёл успешную контратаку, выбил немецкие войска из посёлка Пушкинские Горы, а затем длительное время удерживал его. Был ранен, после госпиталя в августе 1941 года назначен командиром 2-го запасного полка. С октября 1941 года командовал 942-м стрелковым полком 268-й стрелковой дивизии 55-й армии Ленинградского фронта. Участвовал в обороне Ленинграда, в бою 22 декабря 1941 года был тяжело ранен.
После излечения в госпитале в феврале 1942 года назначен заместителем командира 56-й стрелковой дивизии Ленинградского фронта. В апреле 1942 года назначен командиром 18-й мотострелковой бригады (через несколько месяцев переименована в механизированную бригаду). Сформировал эту бригаду в Уральском военном округе, в июле 1942 года вступил во главе её в бой на Воронежском фронте, где участвовал в Воронежско-Ворошиловградской оборонительной операции. В октябре 1942 года бригада была передана во 2-й механизированный корпус с в его составе сражалась в Великолукской наступательной операции на Калининском фронте. Весной 1943 года корпус и бригада переданы Степному военному округу, а летом в составе Центрального фронта участвовали в Курской битве — в Орловской наступательной операции. Командовал бригадой очень успешно, отличался отвагой и умелыми действиями. В июле 1943 года за отличия в выполнении заданий командования и героизм личного состава бригада получила гвардейское знамя и стала именоваться 24-й гвардейской механизированной бригадой. Бригада под его командованием вела бои на Воронежском и Центральном фронтах. В боях два раза был ранен.
В сентябре—октябре 1943 года командир 24-й гвардейской механизированной бригады 7-го гвардейского механизированного корпуса, 60-й армии, Центрального фронта гвардии полковник Владимир Максимов отличился в битве за Днепр. В ходе Черниговско-Припятской наступательной операции 24-я гвардейская механизированная бригада наступала впереди главных сил фронта и 15 сентября 1943 года стремительным ударом освободила город Нежин. Затем она одной из первых вышла на Днепр. 25 сентября 1943 года Максимов успешно организовал переправу своей бригады через Днепр в районе села Губин Чернобыльского района Киевской области Украинской ССР и захват важного опорного пункта немецкой обороны, нанеся противнику большие потери. В тех боях Максимов находился на передовой. Его действия способствовали успешным действиям всего корпуса.
Указом Президиума Верховного Совета СССР от 17 октября 1943 года за успешное форсирование реки Днепр севернее Киева, прочное закрепление плацдарма на западном берегу реки Днепр и проявленные при этом отвагу и геройство гвардии полковник Владимир Максимов был удостоен звания Героя Советского Союза с вручением ордена Ленина и медали «Золотая Звезда» за номером 1224. За эту операцию бригада была удостоена почётного наименования «Нежинская».
В 1944 году В. К. Максимов был послан на учёбу, окончил курсы усовершенствования командного состава при Военной академии бронетанковых и механизированных войск имени И. В. Сталина, после чего в звании генерал-майора вернулся на фронт и в том же году был назначен заместителем командира 7-го гвардейского механизированного корпуса. На этом посту сражался в Висло-Одерской, Нижне-Силезской и Берлинской наступательных операциях.

## Гибель
Уже победной весной 1945 года жизнь боевого генерала трагически оборвалась. В Берлинской наступательной операции 7-й гвардейский механизированный корпус действовал на южном фланге 1-го Украинского фронта, обеспечивая южное крыло главных сил фронта, наступавших на Берлин. Корпус вёл активные боевые действия, а генерал В. К. Максимов был назначен командиром его передового отряда, глубоко прорвавшемся в немецкий тыл. Однако пытаясь любой ценой не допустить советские войска к Берлину, 20 и 23 апреля 1945 года немецкие войска (три танковые дивизии: «Герман Геринг», 20-я и 21-я) нанесли на этом направлении два сильных контрудара с юга на север по наступавшим частям советской 52-й армии и 7-го гвардейского механизированного корпуса, а также по 2-й армии Войска Польского. В этих боях, известных как Баутцен-Вайсенбергская операция, отряд генерала Максимова оказался далеко впереди главных сил корпуса и был окружён превосходящими силами противника в районе города Вайсенберга. Трое суток под его командованием танкисты и части стрелковых дивизий вели бой в полном окружении, их героические действия во-многом способствовали срыву немецкого контрудара (максимальное продвижение танковых дивизий немцев составило лишь около 25 километров). Но отряд понёс значительные потери, а попытка деблокировать его была отражена. В ночь на 24 апреля генерал Максимов повёл свои поредевшие части на прорыв. К своим на следующий день пробились около 30 % от численности отряда. Сам генерал Максимов был тяжело ранен и считался пропавшим без вести 24 апреля 1945 года.
Однако впоследствии было установлено, что он попал в плен, в одном из немецких госпиталей ему ампутировали обе ноги. Обстоятельства смерти В. К. Максимова достоверно не установлены: по одним данным, 8 мая 1945 года он был освобождён в госпитале в городе Циттау наступавшими советскими войсками и 10 мая умер от ран, по другим данным — скончался 17 мая, а по третьим — был обнаружен в немецком госпитале уже умершим (или убитым) и был опознан 12 мая. В некоторых документах числится погибшим 24 апреля 1945 года, что неверно: утром этого дня он был жив и вёл свой отряд на прорыв из окружения, а после войны в документах штаба 4-й немецкой танковой армии был найден протокол его допроса, то есть В. К. Максимов находился в плену с учётом его тяжелого ранения и медицинской операции как минимум несколько дней.
В советское время официально считалось, что В. К. Максимов «погиб под Берлином 19 апреля 1945 года».
Похоронен на Кутузовском мемориале в польском селе Болеславеце.

## Воинские звания
- майор (январь 1936)
- подполковник (15.02.1941)
- полковник (10.02.1942)
- генерал-майор танковых войск (18.02.1944)

## Награды
- Герой Советского Союза (17.10.1943)
- Два ордена Ленина (17.10.1943)
- Три ордена Красного Знамени (6.02.1942, 4.08.1943)[4]
- Медаль «За оборону Ленинграда» (1943)
- Юбилейная медаль «XX лет Рабоче-Крестьянской Красной Армии» (1938)

## Память
- Имя воина увековечено в Главном Храме Вооружённых сил России и на мемориале «Дорога памяти»[13].